# 浪花町 (千葉市)
浪花町（なにわちょう）は、千葉県千葉市花見川区の地名。郵便番号は262-0024。

## 概要
花見川区の南西部に位置しており、幕張町、武石町、瑞穂町、花園町、花園、検見川町と隣接する。

### 河川
- 花見川

## 世帯数と人口
2022年（令和4年）現在の世帯数と人口は以下の通りである。
| 町丁   | 世帯数    | 人口    |
| ------ | --------- | ------- |
| 浪花町 | 1,514世帯 | 3,246人 |

## 小・中学校の学区
市立小・中学校に通う場合、学区は以下の通りとなる。
| 番地 | 小学校           | 中学校             |
| ---- | ---------------- | ------------------ |
| 全域 | 千葉市花園小学校 | 千葉市立花園中学校 |

- 学区外通学承認地域

| 番地                                       | 小学校               | 中学校             |
| ------------------------------------------ | -------------------- | ------------------ |
| 799～809、813 番地（花見川の幕張側の区域） | 千葉市立幕張東小学校 | 千葉市立幕張中学校 |

## 交通

### 一般道路
- 花園グリーンベルト
- 瑞穂橋通り

## 施設
- 東京大学検見川総合運動場 体育館
- 千葉朝鮮初中級学校